# Fountain Prairie (Wisconsin)
Fountain Prairie – miasto w Stanach Zjednoczonych, w stanie Wisconsin, w hrabstwie Columbia.